# 昆塔斯·穆修斯·斯喀埃沃拉 (前95年執政官)
昆塔斯·穆修斯·斯喀埃沃拉（英語：Quintus Mucius Scaevola），（前140年—前82年）。古罗马著名演说家之一。他刊布了首部有关罗马民法的系统论述。其姓名中的Scaevola英文的意思是草海桐。